# Базуев, Ибрагим Надырович
Ибрагим Надырович Базуев (21 января 1994, Махачкала, Россия) — немецкий боксёр. Чемпион Германии (2018). Серебряный призёр чемпионата Германии (2015).

## Любительская карьера
В августе 2013 года завоевал серебряную медаль чемпионата Германии среди юношей до 21 года в полутяжёлой весовой категории (до 81 кг).

### Чемпионат Германии 2013
Выступал в полутяжёлой весовой категории (до 81 кг). В 1/8 финала проиграл Игорю Тезиеву.
В октябре 2014 года выиграл чемпионат Германии среди юношей до 21 года в полутяжёлой весовой категории (до 81 кг).

### Чемпионат Германии 2015
Выступал в полутяжёлой весовой категории (до 81 кг). В четвертьфинале победил Артура Манкоса. В полуфинале победил Аммара Абдулджаббара. В финале проиграл Леону Банну.

### Чемпионат Германии 2016
Выступал в полутяжёлой весовой категории (до 81 кг). В четвертьфинале проиграл Абу-Лубдеху Абдулрахману.

### Чемпионат мира 2017
Выступал в полутяжёлой весовой категории (до 81 кг). В 1/8 финала победил англичанина Томаса Уиттакера Харта. В четвертьфинале проиграл кубинцу Хулио Сесару ла Крусу.

### Чемпионат Германии 2018
Выступал в полутяжёлой весовой категории (до 81 кг). В четвертьфинале победил Макса Майера. В полуфинале победил Хади Насефа. В финале победил Надира Мехмета Унала.

### Чемпионат мира 2019
Выступал в полутяжёлой весовой категории (до 81 кг). В 1/16 финала победил швейцарца Уке Смайли. В 1/8 финала проиграл турку Байраму Малкану.

## Профессиональная карьера
Дебютировал на профессиональном ринге 6 мая 2023 года, одержав победу нокаутом в 3-м раунде.

## Статистика боёв
В таблице перечислены результаты всех поединков боксёров.
В каждой строке указан результат поединка. Дополнительно номер поединка обозначен цветом, который обозначает итог поединка. Расшифровка обозначений и цветов представлена в нижеследующей таблице.
| Пример | Расшифровка                     |
| ------ | ------------------------------- |
|        | Победа                          |
|        | Ничья                           |
|        | Поражение                       |
|        | Планируемый поединок            |
|        | Поединок признан несостоявшимся |
| КО     | Нокаут                          |
| ТКО    | Технический нокаут              |
| PTS    | Решение судей (по очкам)        |
| UD     | Единогласное решение судей      |
| MD     | Решение большинства судей       |
| SD     | Раздельное решение судей        |
| RTD    | Отказ от продолжения боя        |
| DQ     | Дисквалификация                 |
| NC     | Поединок признан несостоявшимся |

| Бой | Дата         | Соперник                   | Место проведения                   | Результат | Примечание                    |
| --- | ------------ | -------------------------- | ---------------------------------- | --------- | ----------------------------- |
| 2   | 12 июля 2024 | Евгений Махтеенко (11-17)  | Rozvadov, Чехия                    | UD6 (6)   | Счёт: 60-55 и 59-55 (дважды). |
| 1   | 6 мая 2023   | Михеил Хуцишвили (32-49-6) | Verti Music Hall, Берлин, Германия | TKO3 (6)  |                               |
| Бой | Дата         | Соперник                   | Место проведения                   | Результат | Примечание                    |

## Титулы и достижения
- 2013  Серебряный призёр чемпионата Германии среди юношей до 21 года в полутяжёлом весе (до 81 кг).
- 2015  Серебряный призёр чемпионата Германии в полутяжёлом весе (до 81 кг).
- 2018  Чемпион Германии в полутяжёлом весе (до 81 кг).